# Arturo Cambroni
Arturo Cambroni (nascido em 3 de janeiro de 1953) é um ex-ciclista olímpico mexicano. Representou sua nação em dois eventos nos Jogos Olímpicos de Verão de 1972.